# Acylcarnitine

Structure générique d'une molécule d'acylcarnitine.

L'acylcarnitine est un ester d'acide gras — formant le résidu acyle — et de carnitine, un zwitterion comprenant un ammonium quaternaire, une fonction alcool et un carboxyle.
Sa fonction première est de permettre aux acides gras de franchir les membranes mitochondriales pour être dégradés par β-oxydation. Elle est formée par transfert du groupe acyle d'une acyl-CoA sur une molécule de carnitine sous l'action d'une carnitine acyltransférase de la membrane mitochondriale externe (CPTI). L'acylcarnitine peut alors pénétrer dans l'espace intermembranaire mitochondrial à travers une porine et franchir la membrane mitochondriale interne à travers la carnitine-acylcarnitine translocase, qui fonctionne comme un antiport échangeant une molécule de carnitine de la matrice mitochondriale contre une molécule d'acylcarnitine de l'espace intermembranaire.
L'acyl-CoA se reforme dans la matrice mitochondriale sous l'action d'une autre carnitine acyltransférase, cette fois liée à la membrane mitochondriale interne (CPTII), qui catalyse la réaction inverse de la CPTI située côté cytosolique.

Transfert des résidus acyle de l'acyl-CoA du cytosol vers la matrice mitochondriale sous forme d'acylcarnitine via la carnitine-acylcarnitine translocase.